# گورنی گلاواناک
گورنی گلاواناک (به بلغاری: Gorni Glavanak) یک منطقهٔ مسکونی در بلغارستان است که در شهرستان ماجاروفو واقع شده‌است.
 گورنی گلاواناک   ۴۴۳ متر بالاتر از سطح دریا واقع شده‌است.